# Gouverneur Dubbelbock
Gouverneur Dubbelbock is een Nederlands bovengistend bokbier dat wordt gebrouwen bij Bierbrouwerij Lindeboom in Neer.
Het is een roodbruin bier met een alcoholpercentage van 7,5%. Dit herfstbier werd in het najaar van 2012 voor het eerst op de markt gebracht. 